# A XVIII-a Dinastie Egipteană
Dinastia a XVIII-a (cca 1550 - 1292 î.Hr.) a condus Egiptul antic într-una dintre cele mai importante perioade ale sale, perioada Imperiului de maximă extindere teritorială. 
- Este probabil cea mai faimoasă dintre dinastii, paradoxal nu atât din cauza Faraonilor importanți, cum ar fi Tuthmes al III-lea, Amenhotep al III-lea sau Akhenaton, cât mai ales din cauza unuia mai puțin important, dar al cărui mormânt a fost găsit intact în 1922 - Tutankhamon.
- Împreună cu Dinastiile a XIX-a și a XX-a acoperă ultima perioadă de înflorire a Egiptului ca stat independent, perioada Noului Regat.
- Alături de Faraonii menționați mai sus, au mai făcut parte din Dinastie și ceilalți - până la 4 - suverani cu numele de Tuthmes (de unde și numele de Dinastie Tuthmesidă ), Faraonul-femeie Hatshepsut și alții până la un total de 15 conducători.
- Deși a trecut prin criza amarniană din perioada domniei lui Akhenaton, a fost per ansamblu o perioadă de expansiune politică, economică și culturală a Egiptului. Domnia lui Tuthmes al III-lea ( "Napoleonul antichității" ) a adus maxima expansiune teritorială a Imperiului, de la a 5-a Cataractă a Nilului în sud până la Eufrat în nord , în timp ce domnia lui Amenhotep al III-lea a coincis cu o perioadă de înflorire culturală și artistică fără egal.

## Începutul Dinastiei (cca 1550 - 1500 î.Hr.)
Primul suveran al Dinastiei a fost Ahmose I, fratele mai tânăr al ultimului Faraon al Dinastiei precedente, Kamose. Un faraon activ, a reușit să finalizeze expulzarea Hiksoșilor din Deltă și să reunifice din nou sub o singură coroană Egiptul de Sus și Egiptul de Jos.
Domnia sa, ca și cea a fiului și succesorului său, Amenhotep I, a fost de peste două decenii și a constat în restaurarea autorității unice asupra celor două părți ale Egiptului ca și în reluarea politicii ofensive în Nubia și, în mai mică măsură, în Siria-Palestina. 

## Perioada clasică (cca 1500 - 1350 î.Hr.)
Odată cu domniile celebrilor faraoni Hatshepsut, Tuthmes al III-lea și Amenhotep al III-lea, Imperiul egiptean atinge o expansiune și o înflorire culturală fără precedent.
Pe plan religios este favorizată Triada thebană formată din Amon, Mut și Khonsu.
Faraonul-femeie Hatshepsut reia proiectele arhitecturale la scara întregului regat , reface templele ruinate și încurajează economia și comerțul.
Tuthmes al III-lea, aflat o lungă perioadă în umbra mamei sale vitrege Hatshepsut, se dovedește a fi cel mai mare cuceritor dintre Faraoni, fără îndoială un geniu militar.
Amenhotep al III-lea domnește aproape 40 de ani peste un Imperiu pacificat și prosper , aflat la zenitul dezvoltării sale artistice.

## Criza amarniană (după 1350 - 1334 î.Hr.)

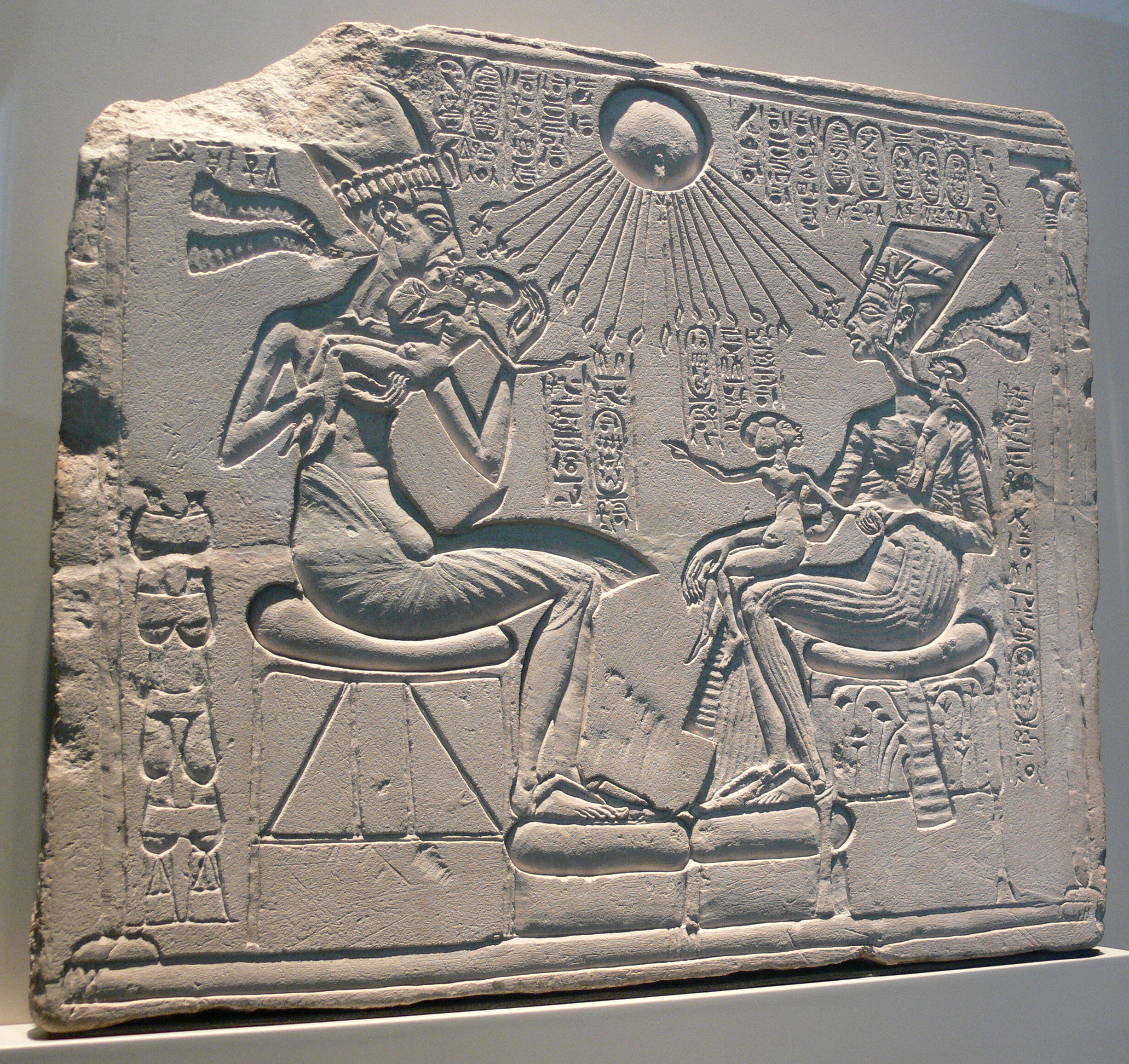
Altar de interior al lui Akhenaton aflat la Muzeul Egiptean din Berlin

Akhenaton  (Amenhotep al IV-lea) a fost un faraon extrem de controversat datorită inițiativei sale de a muta capitala de la Theba la Amarna (Akhetaton), un oraș întemeiat în scopul cultului zeului unic Aton. Această acțiune interpretată ca fiind prima tentativă de instalare a unui cult monoteist a fost din păcate dublată de dezinteresul față de situația politico-militară a Egiptului în regiune, ceea ce a dus la pierderi teritoriale și de alianțe prețioase construite de predecesorii săi.
După dispariția sa, s-a revenit la cultul Triadei thebane odată cu relocarea capitalei la Theba.
Post mortem Akhenaton a fost supus la damnatio memoriae, cu martelarea cartușelor sale regale și mutilarea reprezentărilor  sculpturale.

## Tutankhamon și sfârșitul Dinastiei ( cca 1334 - 1292 î.Hr. )

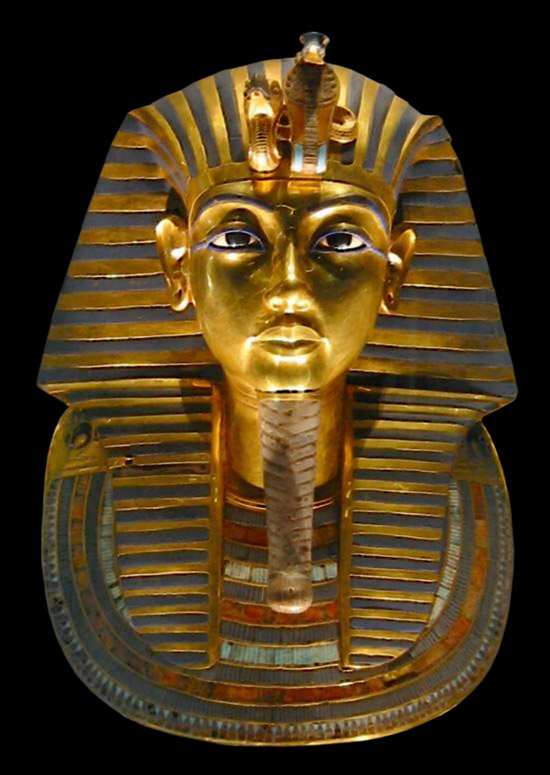
Masca de aur a mumiei lui Tutankhamon

Urmaș al lui Akhenaton, acest Faraon relativ obscur a devenit cel mai faimos dintre ei datorită extraordinarei descoperiri arheologice a lui Howard Carter din 1922. A murit înainte de a împlini 20 de ani, fără urmași.
Ultimii doi faraoni aparțin elitei funcționarilor de curte, mai important fiind ultimul - Horemheb, cel care reușește să combată în mare măsură consecințele nefaste ale crizei amarniene. A murit fără succesor, permițând ascensiunea la putere a celei de-a XIX-a Dinastii. 